# Авги (Кожани)
Авги (грч. Αυγή) је насељено место у општини Кожани у периферији Западна Македонија, Грчка. Према попису из 2021. године било је 17 становника.
Насеље је 1913. године имало 353 житеља Турака. Године 1923. турско становништво је принудно исељено у Турску а на њихово место су насељене караманлијске избегличке породице, којих је на попису из 1928. године било 226. Село се раније звало Инделова.